# جيمس دوولي
جيمس دوولي (بالإنجليزية: James Dooley)‏ هو مؤلف موسيقى تصويرية وملحن أمريكي، ولد في 22 أغسطس 1976 في نيويورك في الولايات المتحدة.

## وصلات خارجية
- الموقع الرسمي
- جيمس دوولي على موقع IMDb (الإنجليزية)
- جيمس دوولي على موقع ألو سيني (الفرنسية)
- جيمس دوولي على موقع ميوزك برينز (الإنجليزية)
- جيمس دوولي على موقع قاعدة بيانات الأفلام السويدية (السويدية)
- جيمس دوولي على موقع أول ميوزيك (الإنجليزية)
- جيمس دوولي على موقع ديسكوغز (الإنجليزية)
- جيمس دوولي على موقع قاعدة بيانات الفيلم (الإنجليزية)
- جيمس دوولي على موقع كينوبويسك (الروسية)